# Monomorium heggyi
Monomorium heggyi (лат.) — вид мелких муравьёв рода Monomorium из подсемейства мирмицин. Назван в честь египетского учёного Dr. Essam Heggy из НАСА.

## Описание
Мелкие муравьи длиной около 2 мм (от 1,5 до 2,55 мм). От близких видов отличается следующими признаками: окраска жёлтая; скапус, отведенный назад от места прикрепления, почти достигают заднего края головы; голова в анфас с глазами, расположенными почти посередине; промезонотальный контур слабо выпуклый или плоский, наклонный назад к узкой и неглубокой вдавленной метанотальной борозде.
Усики с 3-члениковой булавой. Усиковые бороздки отсутствуют. Стебелёк между грудкой и брюшком состоит из двух члеников: петиолюса и постпетиолюса (последний четко отделен от брюшка), жало развито. Включён в состав видовой группы Monomorium salomonis species-group. Он больше всего похож на Monomorium rabirium Bolton, 1987 из Ботсваны, от которого его легко отличить по более длинному скапусу усиков (индекс SI 80-108), доходящим до заднего края головы при виде анфас, а глаза, смещенные назад, расположены почти на середине длины головы. Monomorium rabirium имеет более короткий скапус (SI 92-97), который не достигает заднего края головы при виде анфас, и глаза расположены заметно впереди середины головы при виде анфас. Среди арабских видов группы видов M. salomonis вид M. heggyi внешне похож на Monomorium elghazalyi с архипелага Сокотра, от которого он может быть легко отделен большими глазами (индекс EI 21-31), неглубокой вдавленной метанотальной бороздкой, мезосома, петиоль и постпетиоль с плотной скульптурой. У Monomorium elghazalyi глаза меньшего размера (EI 19-20), широко и глубоко вдавленная метанотальная бороздка и гладкая поверхность тела.

## Распространение
Ближний Восток: Саудовская Аравия. Типовая местность, Шада Аль-А’ла (Shada Al A’la), представляет собой заповедник, расположенный в провинции Аль-Бахах (Al Bahah) на юго-западе Саудовской Аравии на высоте от 470 до 2222 м. Местность характеризуется относительно большим количеством осадков, разнообразной средой обитания и высоким биоразнообразием, а также наличием больших площадей террасных полей, используемых для выращивания бананов, кофе, инжира и лимона. В регионе имеется разнообразный дикий растительный покров, включая растения из семейств бобовых (Fabaceae), сложноцветных (Asteraceae) и злаковых (Poaceae). Акация (Fabaceae) и можжевельник (Cupressaceae) являются наиболее доминирующими растениями. В Шада Аль-А’Ала обитает большое количество эндемичных животных, включая птиц, млекопитающих и насекомых.